# Herscheid (Leichlingen)
Herscheid, bis zum 16. Jahrhundert Flamersheim genannt, ist eine aus einem Rittergut hervorgegangene Ortschaft in Leichlingen (Rheinland) im Rheinisch-Bergischen Kreis.

## Lage und Beschreibung
Der Ort liegt nordwestlich von Witzhelden an der Kreuzung der Landesstraßen L359 und L427 am Rand der Hochfläche, die nach Norden im Naturschutzgebiet Wupperhänge mit Seitensiefen und der Wupper nördlich Witzhelden und Leichlingen steil zum Unteren Wuppertal abfällt. In Herscheid entspringt der Herzbach, der nach seinem Lauf in einem tiefen Siefen bei dem Rüdenstein in die Wupper mündet. Die Ausläufer der Hochfläche zum Talraum hin werden Wupperberge genannt.
Herscheid ist in drei Wohnplätze aufgeteilt, Oberherscheid, Mittelherscheid und Unterherscheid. Nachbarorte sind neben Witzhelden Claasholz, Oberbüscherhof, Bechhausen, Orth, Wolfstall, Raderhof, Scharweg, Flamerscheid, Sieferhof und Krähwinkel.

## Geschichte
Der Ort trug bis in das 16. Jahrhundert den Namen Flamersheim. Er wurde erstmals im Jahr 1352 als Vlamersheym urkundlich erwähnt, im 15. Jahrhundert als Flandersheim. Mit dem neuen Besitzer des Hofguts, einem Johann von Heßscheid erfolgte im 16. Jahrhundert die Umbenennung in Herscheid. In den Urkunden ist dazu „Flammersheim, itzo gnant Heßscheidt“ vermerkt. Flamer geht dabei wie bei dem benachbarten Ort Flamerscheid auf den Personennamen Fladmar zurück.
Herscheid war in der frühen Neuzeit ein Rittergut. Dieses besaß ein von einem Wassergraben umschlossenes Herrenhaus, einem Gräftenhof, dessen letzte Reste 1953 abgetragen worden sein sollen. Besitzer des Hofguts sollen die Adelsfamilien Hall, von Driesch und der Geschichtsschreiber Henricus Flandrian gewesen sein.
Die Karte Topographia Ducatus Montani aus dem Jahre 1715 zeigt vier Höfe unter dem Namen Hetsched. Im 18. Jahrhundert gehörte der Ort zum Kirchspiel Leichlingen im bergischen Amt Miselohe. Die Topographische Aufnahme der Rheinlande von 1824 zeigt die beiden Wohnplätze Ober- und Unterherscheid, verzeichnet beide aber zusammen als Herscheid. Auf der Preußischen Uraufnahme von 1844 sind Ober- und Unterherscheid getrennt voneinander beschriftet.
1815/16 lebten 144 Einwohner im Ort. 1832 gehörte Herscheid dem Kirchspiel Witzhelden der Bürgermeisterei Burscheid an. Der laut der Statistik und Topographie des Regierungsbezirks Düsseldorf als Dorfschaft kategorisierte Ort besaß zu dieser Zeit 29 Wohnhäuser, eine Fabrik bzw. Mühle und 60 landwirtschaftliche Gebäude. Zu dieser Zeit lebten 156 Einwohner im Ort, davon drei katholischen und 153 evangelischen Glaubens.
Aufgrund der Gemeindeordnung für die Rheinprovinz erhielt 1845 das Kirchspiel Witzhelden den Status einer Gemeinde, schied aus der Bürgermeisterei Burscheid aus und bildete ab 1850 eine eigene Bürgermeisterei. Im Gemeindelexikon für die Provinz Rheinland werden 1885 40 Wohnhäuser mit 194 Einwohnern angegeben. 1895 besitzt der Ort 39 Wohnhäuser mit 186 Einwohnern, 1905 31 Wohnhäuser und 144 Einwohner.
Am 1. Januar 1975 wurde die Gemeinde Witzhelden mit Herscheid in Leichlingen eingemeindet.